# Jan Kuchta
Jan Kuchta (ur. 8 stycznia 1997 w Pradze) – czeski piłkarz, występujący na pozycji napastnika w czeskim klubie Sparta Praga oraz w reprezentacji Czech. Uczestnik Mistrzostw Europy 2024.

## Kariera klubowa

### Slavia Praga
Jan Kuchta zaliczył debiut ligowy w starciu z Bohemians 8 listopada 2015 roku.
W styczniu 2019 dołączył do FK Teplice na wypożyczenie do czerwca 2020.

### Lokomotiv Moskwa
12 stycznia Jan Kuchta podpisał kontrakt z Lokomotivem Moskwa. Ma on obowiązywać do końca sezonu 2025/2026.

### Sparta Praga
W czerwcu 2022 ogłosił przejście do Sparty Praga na rok (do czerwca 2023).

## Kariera reprezentacyjna
Kuchta urodził się w Czechach. Zadebiutował, podczas eliminacji do Mistrzostw Świata, przeciwko reprezentacji Walii 8 października 2021. Wszedł wówczas w 84', zmieniając Alexa Krala. 11 listopada zdobył swoją pierwszą bramkę dla reprezentacji podczas meczu towarzyskiego z reprezentacją Kuwejtu, przyczyniając się do zwycięstwa 7-0.

## Sukcesy

### Klubowe
Slavia Praga
- I liga czeska: 2020/21
- Puchar Czech: 2020/21

### Indywidualne
- król strzelców ligi czeskiej: 2020/21

## Statystyki kariery

### Klubowe
(aktualne na dzień 6 sierpnia 2023)
| Klub                   | Sezon              | Liga               | Liga  | Liga   | Puchar kraju | Puchar kraju | Europa | Europa | Inne  | Inne   | Łącznie | Łącznie |
| Klub                   | Sezon              | Liga               | Mecze | Bramki | Mecze        | Bramki       | Mecze  | Bramki | Mecze | Bramki | Mecze   | Bramki  |
| ---------------------- | ------------------ | ------------------ | ----- | ------ | ------------ | ------------ | ------ | ------ | ----- | ------ | ------- | ------- |
| Slavia Praga           | 2015/16            | 1. liga            | 1     | 0      | 0            | 0            | –      | –      | –     | –      | 1       | 0       |
| Bohemians (wyp.)       | 2016/17            | 1. liga            | 17    | 0      | 3            | 1            | –      | –      | –     | –      | 20      | 1       |
| Bohemians (wyp.)       | 2017/18            | 1. liga            | 4     | 0      | 0            | 0            | –      | –      | –     | –      | 4       | 0       |
| Bohemians (wyp.)       | Ogólnie            | Ogólnie            | 21    | 0      | 3            | 1            | –      | –      | –     | –      | 24      | 1       |
| Viktoria Žižkov (wyp.) | 2017/18            | 2. liga            | 12    | 4      | –            | –            | –      | –      | –     | –      | 12      | 4       |
| Slovácko (wyp.)        | 2018/19            | 1. liga            | 14    | 4      | 2            | 1            | –      | –      | –     | –      | 16      | 5       |
| Teplice (wyp.)         | 2018/19            | 1. liga            | 8     | 3      | 0            | 0            | –      | –      | –     | –      | 8       | 3       |
| Slovan Liberec (wyp.)  | 2019/20            | 1. liga            | 13    | 2      | 2            | 1            | –      | –      | –     | –      | 15      | 3       |
| Slovan Liberec         | 2019/20            | 1. liga            | 10    | 4      | 2            | 0            | –      | –      | –     | –      | 12      | 4       |
| Slavia Praga           | 2020/21            | 1. liga            | 27    | 15     | 3            | 3            | 11     | 2      | –     | –      | 41      | 20      |
| Slavia Praga           | 2021/22            | 1. liga            | 16    | 9      | 1            | 0            | 8      | 3      | –     | –      | 25      | 12      |
| Slavia Praga           | Ogólnie            | Ogólnie            | 43    | 24     | 4            | 3            | 19     | 5      | –     | –      | 66      | 32      |
| Lokomotiv Moskwa       | 2021/22            | Primjer Liga       | 10    | 3      | 1            | 0            | –      | –      | –     | –      | 11      | 3       |
| Sparta Praga (wyp.)    | 2022/23            | 1. liga            | 29    | 14     | 4            | 2            | 2      | 0      | –     | –      | 35      | 16      |
| Sparta Praga           | 2023/24            | 1. liga            | 4     | 3      | 0            | 0            | 0      | 0      | –     | –      | 4       | 3       |
| Ogólnie w karierze     | Ogólnie w karierze | Ogólnie w karierze | 165   | 61     | 17           | 8            | 21     | 5      | 0     | 0      | 203     | 74      |

### Reprezentacyjne
| Reprezentacja | Kraj    | Rok     | Łącznie | Łącznie |
| Reprezentacja | Kraj    | Rok     | Mecze   | Gole    |
| ------------- | ------- | ------- | ------- | ------- |
| Czechy        | Czechy  | 2021    | 4       | 0       |
| Czechy        | Czechy  | 2022    | 8       | 1       |
| Czechy        | Czechy  | 2023    | 8       | 1       |
| Ogólnie       | Ogólnie | Ogólnie | 20      | 2       |

| Gole w reprezentacji | Gole w reprezentacji | Gole w reprezentacji         | Gole w reprezentacji | Gole w reprezentacji | Gole w reprezentacji | Gole w reprezentacji |
| Lp.                  | Data                 | Stadion                      | Przeciwnik           | Gol na               | Wynik                | Rozgrywki            |
| -------------------- | -------------------- | ---------------------------- | -------------------- | -------------------- | -------------------- | -------------------- |
| 1.                   | 2 czerwca 2022       | Sinobo, Praga, Czechy        | Szwajcaria           | 1:0                  | 2:1                  | LN 2022/2023         |
| 2.                   | 5 czerwca 2022       | Sinobo, Praga, Czechy        | Hiszpania            | 2:1                  | 2:2                  | LN 2022/2023         |
| 3.                   | 24 marca 2023        | Fortuna Arena, Praga, Czechy | Polska               | 3:0                  | 3:1                  | LN 2022/2023         |